# Colias thula
Espèce
Colias thula est une espèce d'insectes lépidoptères de la sous-famille des Coliadinae (famille des Pieridae).

## Description
Colias thula est un papillon de taille moyenne de couleur blanc verdi plus marquée aux postérieures avec une bordure marron clair plus ou moins large et une frange rose.

## Biologie

### Période de vol et hivernation
Colias thula vole de juin à août, en une seule génération.

### Plantes hôtes
La plante hôte de sa chenille est Lupinus arcticus.

## Écologie et répartition
Colias thula est présent dans le nord-ouest de l'Amérique du Nord en Alaska, au Yukon et dans les Territoires du Nord-Ouest .

### Biotope
Il réside dans la toundra.

### Protection
Pas de statut de protection particulier.

## Classification
Le nom valide complet (avec auteur) de ce taxon est Colias thula Hovanitz (d), 1955.
Synonyme : Colias nastes thula ; Colias tyche thula .
Colias thula était avant considéré comme une sous-espèce de Colias tyche, Colias tyche thula.

### Noms vernaculaires
Colias thula se nomme Thula Sulphur en anglais.